# 대한장애인수영연맹
사단법인 대한장애인수영연맹(社團法人 大韓障礙人水泳聯盟, Korea Para Swimming Federation corporation, KPSF)는 대한민국의 장애인 수영을 관할하는 스포츠 행정 기구이다.

## 참고 문헌
- “대한장애인체육회 가맹 단체”. 대한장애인체육회.
- 《2019 체육백서》. 대한민국 문화체육관광부. 2021.
- 《2022 체육백서》. 대한민국 문화체육관광부. 2024.

## 같이 보기
- 대한민국의 장애인 수영
- 대한수영연맹